# Iochroma calycina
Iochroma calycina är en potatisväxtart som beskrevs av George Bentham. Iochroma calycina ingår i släktet Iochroma och familjen potatisväxter. Inga underarter finns listade i Catalogue of Life.